# ألبرت دايفيد هاجر
ألبرت دايفيد هاجر (بالإنجليزية: Albert David Hager)‏ هو عالم طبيعي ومؤرخ وأمين مكتبة وجيولوجي أمريكي، ولد في 1 نوفمبر 1817، وتوفي في 29 يوليو 1888.